# 三宅康寧

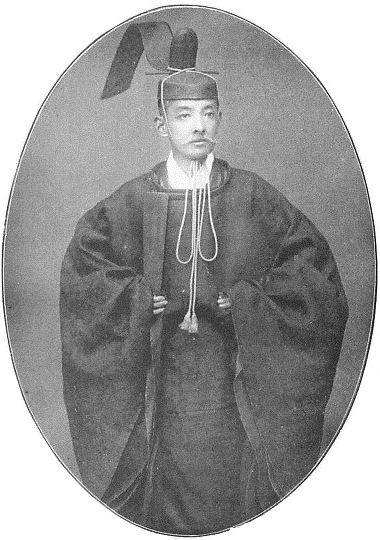
三宅康寧

三宅 康寧（みやけ やすなが、1857年6月2日（安政4年5月11日）- 1918年（大正7年）11月17日）は、明治時代から大正時代の華族。田原藩主三宅康保の子。

## 経歴
1883年（明治16年）家督相続し、翌1884年（明治17年）7月8日、子爵を叙爵した。田原城本丸跡に建つ巴江神社祠官、津島神社社司を務めた。大正7年に没し、家督は養子で鳥居忠文の次男の三宅忠強が継いだ。